# Campionati europei di tuffi 2017 - Piattaforma 10 metri sincro femminile
La gara di piattaforma 10 metri sincro femminile ai Campionati europei di tuffi 2017 si è svolta il 14 giugno 2017 e vi hanno preso parte 6 coppie di atleti.

## Medaglie
| Posizione | Atleti                            | Paese         |
| --------- | --------------------------------- | ------------- |
| Oro       | Ruby Bower Phoebe Banks           | Gran Bretagna |
| Argento   | Yulia Timoshinina Valeriia Belova | Russia        |
| Bronzo    | Valeriia Liulko Sofiia Lyskun     | Ucraina       |

## Risultati
| Pos. | Atleti                            | Nazionalità   | Finale | Finale |
| Pos. | Atleti                            | Nazionalità   | Punti  | Pos.   |
| ---- | --------------------------------- | ------------- | ------ | ------ |
|      | Ruby Bower Phoebe Banks           | Gran Bretagna | 299.19 | 1      |
|      | Yulia Timoshinina Valeriia Belova | Russia        | 297.00 | 2      |
|      | Valeriia Liulko Sofiia Lyskun     | Ucraina       | 288.96 | 3      |
| 4    | Noemi Batki Chiara Pellacani      | Italia        | 275.58 | 4      |
| 5    | Elena Wassen Christina Wassen     | Germania      | 275.07 | 5      |
| 6    | Inge Jansen Celine van Duijn      | Paesi Bassi   | 272.94 | 6      |